# Црљенац
Црљенац је насеље у Србији у општини Мало Црниће у Браничевском округу. Према попису из 2022. било је 607 становника.
Овде се налази Воденица Мирослава Станимировића у Црљенцу.

## Назив села
О називу села постоји неколико прича. Село се некада звало Грабовац, названо по потоку који је био обрастао грабовом шумом. Када је ударио град, обио је грожђе са брда па су текли потоци црвени од издробљеног грожђа. Село се после тога назва Црвенац, касније Црљенац.
Друга прича говори да су Турци побили силан народ приликом паљења и разарања оближњег манастира Брадаче. Од крви побијеног народа текли су црвени потоци, те отуда и назив села.

## Познати становници
- Милисав Павловић, песник
- Србољуб Митић, песник
- Љубиша Величковић, пилот и генерал-пуковник Војске Југославије

## Демографија
У насељу Црљенац живи 794 пунолетна становника, а просечна старост становништва износи 44,8 година (43,1 код мушкараца и 46,3 код жена). У насељу има 286 домаћинстава, а просечан број чланова по домаћинству је 3,39.
Ово насеље је углавном насељено Србима (према попису из 2002. године).
|  |

| Демографија | Демографија | Демографија |
| Година      | Становника  | Становника  |
| ----------- | ----------- | ----------- |
| 1948.       | 1.881       |             |
| 1953.       | 1.836       |             |
| 1961.       | 1.804       |             |
| 1971.       | 1.721       |             |
| 1981.       | 1.571       |             |
| 1991.       | 1.373       | 1.112       |
| 2002.       | 969         | 1.219       |
| 2011.       | 838         |             |

| Етнички састав према попису из 2002.‍ | Етнички састав према попису из 2002.‍ | Етнички састав према попису из 2002.‍ | Етнички састав према попису из 2002.‍ | Етнички састав према попису из 2002.‍ |
| ------------------------------------ | ------------------------------------ | ------------------------------------ | ------------------------------------ | ------------------------------------ |
|                                      |                                      |                                      |                                      |                                      |
| Срби                                 | Срби                                 |                                      | 850                                  | 87,71%                               |
| Роми                                 | Роми                                 |                                      | 80                                   | 8,25%                                |
| Власи                                | Власи                                |                                      | 4                                    | 0,41%                                |
| Македонци                            | Македонци                            |                                      | 3                                    | 0,30%                                |
| Румуни                               | Румуни                               |                                      | 2                                    | 0,20%                                |
| Југословени                          | Југословени                          |                                      | 1                                    | 0,10%                                |
| непознато                            | непознато                            |                                      | 25                                   | 2,57%                                |

| Година пописа     | 1948. | 1953. | 1961. | 1971. | 1981. | 1991. | 2002. |
| ----------------- | ----- | ----- | ----- | ----- | ----- | ----- | ----- |
| Број домаћинстава | 393   | 407   | 431   | 416   | 379   | 338   | 286   |

| Број чланова      | 1  | 2  | 3  | 4  | 5  | 6  | 7  | 8 | 9 | 10 и више | Просек |
| ----------------- | -- | -- | -- | -- | -- | -- | -- | - | - | --------- | ------ |
| Број домаћинстава | 60 | 58 | 41 | 43 | 28 | 37 | 16 | 3 | 0 | 0         | 3,39   |

| Пол    | Укупно | Неожењен/Неудата | Ожењен/Удата | Удовац/Удовица | Разведен/Разведена | Непознато |
| ------ | ------ | ---------------- | ------------ | -------------- | ------------------ | --------- |
| Мушки  | 399    | 73               | 255          | 41             | 30                 | 0         |
| Женски | 430    | 42               | 250          | 111            | 26                 | 1         |
| УКУПНО | 829    | 115              | 505          | 152            | 56                 | 1         |

| Пол    | Укупно                    | Пољопривреда, лов и шумарство | Рибарство                            | Вађење руде и камена | Прерађивачка индустрија       |
| ------ | ------------------------- | ----------------------------- | ------------------------------------ | -------------------- | ----------------------------- |
| Мушки  | 239                       | 186                           | 0                                    | 0                    | 7                             |
| Женски | 155                       | 129                           | 0                                    | 0                    | 4                             |
| УКУПНО | 394                       | 315                           | 0                                    | 0                    | 11                            |
| Пол    | Производња и снабдевање   | Грађевинарство                | Трговина                             | Хотели и ресторани   | Саобраћај, складиштење и везе |
| Мушки  | 2                         | 8                             | 11                                   | 0                    | 3                             |
| Женски | 0                         | 0                             | 4                                    | 0                    | 0                             |
| УКУПНО | 2                         | 8                             | 15                                   | 0                    | 3                             |
| Пол    | Финансијско посредовање   | Некретнине                    | Државна управа и одбрана             | Образовање           | Здравствени и социјални рад   |
| Мушки  | 0                         | 0                             | 6                                    | 3                    | 4                             |
| Женски | 0                         | 1                             | 0                                    | 7                    | 6                             |
| УКУПНО | 0                         | 1                             | 6                                    | 10                   | 10                            |
| Пол    | Остале услужне активности | Приватна домаћинства          | Екстериторијалне организације и тела | Непознато            | Непознато                     |
| Мушки  | 5                         | 0                             | 0                                    | 4                    | 4                             |
| Женски | 3                         | 0                             | 0                                    | 1                    | 1                             |
| УКУПНО | 8                         | 0                             | 0                                    | 5                    | 5                             |